# Jリーグ中継
Jリーグ中継（ジェイリーグちゅうけい）は、日本のプロサッカーリーグ、Jリーグの試合の、放送事業者による放送（テレビ・ラジオ）もしくはインターネット配信（映像つき・音声のみ）による実況中継である。

## 放映権
Jリーグ中継の放映権は同じプロリーグであるプロ野球と異なり、原則としてJリーグが一括して管理している。
現在はDAZNと2033年までの有料放送の独占放映権契約を結んでいる。

## テレビ中継

### 全国中継（地上波・衛星放送）
Jリーグ発足後しばらくはJリーグ発足などによるサッカーブームの影響もあって、NHK・民放各局でも毎節地上波での全国中継などもあったが、2002年以降は地上波の全国中継に関しては放映権を持つNHKとTBSテレビに収斂されていたが、2017年以降はTBSでの中継を行っておらず、NHKの中継のみとなっている。
衛星放送に関しては、NHKのBS放送であるNHK BSによる放送が行われている。過去にはTBSのBS放送であるBS-TBS、2007年シーズンにスカパーJSATが優先放映権を獲得してからは同社のプラットフォームであるスカパー!（BSデジタル・東経110度CS）でJ1全試合とJ2の一部の試合、スカパー!プレミアムサービス (CS) でJ1・J2の全試合とJ3の一部の試合を生中継していた（詳細別項）。
2015年から2016年まで開催されたJリーグチャンピオンシップについては、Jリーグの肝いりもあり、準決勝以降の全試合を地上波で全国放送した（決勝1stレグのみTBS系、それ以外はNHK総合）。

### ローカル放送
地域密着型を標榜するJリーグの場合、全国ネットの放映権とは別に、Jリーグ所属クラブのホームタウンを含む放送エリアを持つテレビ局に対して、ローカル放送に限定した当該チーム対戦カードの放映権が設定されており、各地の放送局（NHKの地域放送局ならびに民放各局）が放映を行っている。ホームゲームは自社取材の独自映像が基本となるが、アウェーゲームの場合、相手ホームタウンの放送局との共同制作という形で、番組または映像と場内音声のみ（実況音声は差し替え）の提供を受け放送するケースのほか、試合映像を管理しているJリーグメディアプロモーションからスカパー!→DAZNと同一の映像・場内音声の提供を受ける（実況音声のみ差し替え）ことがある。いずれの場合も試合当日深夜などの録画中継となる場合が多く、特にナイトマッチの生中継の関係で独立局などに限られ極めて稀である。
スカパー!向け中継の委託制作を行なっていた局では、スカパー!向けと同一内容を自局向けにも放送する場合がある（とちぎテレビ、群馬テレビ、山梨放送、KBS京都、RSK山陽放送など）。また、中継映像の著作権がJリーグに移った2017年以降は、DAZNで配信されるものと同じ映像を使用したローカル中継の事例が増加し、一部のケーブルテレビ局でも独自のJリーグ中継が行われている。
ローカル放送での中継局一覧
2025年シーズンにホームタウン地域でのテレビ中継（全国中継を除く）を行った放送局の一覧。◇は放送エリア等の関係上広域放送とする局、☆はナイトマッチの生中継を行う（または行っていた）局。△はケーブルテレビ局。
| クラブ名 | 放送局名（放送節順）                                         | （参考）2024シーズン以前の放送局 （カッコ内は2006シーズン以前にホームゲームの中継実績あり） |
| -------- | ------------------------------------------------------------ | ------------------------------------------------------------------------------------------- |
| 札幌     | NHK札幌、札幌テレビ、北海道文化放送                          | ☆テレビ北海道、北海道放送、北海道テレビ                                                     |
| 八戸     | 青森朝日放送、NHK青森                                        |                                                                                             |
| 仙台     | NHK仙台、東日本放送、仙台放送                                | ミヤギテレビ、東北放送                                                                      |
| 秋田     | 秋田放送、秋田テレビ、秋田朝日放送、NHK秋田                  |                                                                                             |
| 山形     | 山形テレビ、さくらんぼテレビ、NHK山形                        | テレビユー山形（山形放送）                                                                  |
| 福島     | 福島中央テレビ、テレビユー福島                               | NHK福島、福島テレビ                                                                         |
| いわき   | NHK福島、福島中央テレビ、福島放送、福島テレビ                |                                                                                             |
| 鹿島     | NHK水戸                                                      | （◇TBS（※）、◇フジテレビ、◇テレビ朝日、◇テレビ東京、☆tvk、☆チバテレ）                       |
| 水戸     | NHK水戸                                                      |                                                                                             |
| 栃木SC   | ☆とちぎテレビ                                                | NHK宇都宮                                                                                   |
| 栃木C    | ☆とちぎテレビ                                                |                                                                                             |
| 群馬     | ☆群馬テレビ                                                  |                                                                                             |
| 浦和     | ☆テレ玉                                                      | ◇TBS（◇テレビ朝日、◇テレビ東京）                                                            |
| 大宮     | ☆テレ玉                                                      | TBS                                                                                         |
| 千葉     |                                                              | ☆チバテレ（◇TBS、◇テレビ朝日、◇テレビ東京）                                                 |
| 柏       |                                                              | ☆チバテレ（◇TBS、◇テレビ朝日、◇テレビ東京、☆TOKYO MX）                                      |
| FC東京   | TOKYO MX、テレビ東京                                         | ◇TBS                                                                                        |
| 東京V    |                                                              | ◇日本テレビ（☆テレビ神奈川）                                                                |
| 町田     |                                                              |                                                                                             |
| 川崎     |                                                              | ◇TBS、☆テレビ神奈川（◇テレビ朝日）                                                          |
| 横浜FM   |                                                              | ☆テレビ神奈川、◇TBS（◇テレビ朝日）                                                          |
| 横浜FC   |                                                              | テレビ神奈川、◇TBS（※）                                                                     |
| 湘南     |                                                              | ☆テレビ神奈川（◇テレビ東京）                                                                |
| 相模原   |                                                              |                                                                                             |
| 甲府     | NHK甲府、山梨放送、テレビ山梨                                |                                                                                             |
| 松本     | 信越放送、テレビ信州、長野放送、長野朝日放送、NHK長野        |                                                                                             |
| 長野     | テレビ信州、NHK長野、信越放送、長野朝日放送、長野放送        |                                                                                             |
| 新潟     | NHK新潟、新潟総合テレビ、新潟テレビ21、テレビ新潟、新潟放送  |                                                                                             |
| 富山     | チューリップテレビ、富山テレビ、NHK富山、△ケーブルテレビ富山 |                                                                                             |
| 金沢     | 北陸放送、NHK金沢、北陸朝日放送                              | 石川テレビ                                                                                  |
| 清水     | テレビ静岡、静岡第一テレビ、NHK静岡、☆静岡放送               | 静岡朝日テレビ（◇テレビ東京）                                                               |
| 磐田     | 静岡放送                                                     | NHK静岡、静岡朝日テレビ（静岡第一テレビ、◇テレビ朝日）                                      |
| 藤枝     | 静岡放送、静岡第一テレビ                                     |                                                                                             |
| 沼津     |                                                              |                                                                                             |
| 名古屋   | ◇中京テレビ、◇メ〜テレ、◇NHK名古屋                           | ◇東海テレビ、◇CBCテレビ（テレビ愛知、三重テレビ）                                           |
| 岐阜     | ☆ぎふチャン                                                  | ◇メ〜テレ、NHK岐阜                                                                          |
| 京都     | ☆KBS京都、NHK京都                                            | （◇NHK大阪、◇ABCテレビ、◇カンテレ）                                                         |
| G大阪    | ◇NHK大阪、◇ABCテレビ                                         | ◇毎日放送、◇カンテレ（◇読売テレビ、サンテレビ）                                             |
| C大阪    | ◇NHK大阪                                                     | ◇カンテレ、テレビ大阪（◇毎日放送、◇ABCテレビ、◇読売テレビ）                                 |
| FC大阪   |                                                              |                                                                                             |
| 神戸     | ☆サンテレビ                                                  | ◇NHK大阪、NHK神戸、◇毎日放送（◇ABCテレビ、◇カンテレ、◇読売テレビ）                          |
| 奈良     | 奈良テレビ放送、△近鉄ケーブルネットワーク                    |                                                                                             |
| 鳥取     | 日本海テレビ、NHK鳥取、△中海テレビ                           |                                                                                             |
| 岡山     | NHK岡山、☆テレビせとうち、☆RSK山陽放送、岡山放送             |                                                                                             |
| 広島     | NHK広島、広島テレビ、テレビ新広島、☆広島ホームテレビ         | 中国放送                                                                                    |
| 山口     | NHK山口、山口放送、山口朝日放送                              |                                                                                             |
| 讃岐     | RSK山陽放送                                                  | NHK高松、西日本放送                                                                         |
| 徳島     | NHK徳島、四国放送                                            |                                                                                             |
| 愛媛     | NHK松山、あいテレビ、南海放送                                | テレビ愛媛 愛媛朝日テレビ                                                                   |
| 今治     | NHK松山、愛媛朝日テレビ、テレビ愛媛                          | 南海放送                                                                                    |
| 高知     | 高知放送、テレビ高知、高知さんさんテレビ                     |                                                                                             |
| 福岡     | 福岡放送、NHK福岡、九州朝日放送、テレビ西日本                | TVQ九州放送、RKB毎日放送                                                                    |
| 北九州   | テレビ西日本                                                 | NHK北九州、RKB毎日放送、九州朝日放送                                                        |
| 鳥栖     | サガテレビ、NHK佐賀                                          | TVQ九州放送                                                                                 |
| 長崎     | 長崎国際テレビ、テレビ長崎、NHK長崎                          |                                                                                             |
| 熊本     | テレビくまもと、NHK熊本                                      | 熊本放送、熊本朝日放送、くまもと県民テレビ                                                  |
| 大分     | NHK大分、大分放送                                            | 大分朝日放送、テレビ大分                                                                    |
| 宮崎     | テレビ宮崎、NHK宮崎                                          |                                                                                             |
| 鹿児島   | 鹿児島放送、NHK鹿児島、鹿児島読売テレビ                      | 鹿児島テレビ、南日本放送                                                                    |
| 琉球     | NHK沖縄、琉球放送、沖縄テレビ                                |                                                                                             |

※1＝地上デジタル放送のみ（アナログ放送の県域放送がないため）
※2＝J-LEAGUE WIDEとしての中継（対戦チームのホームタウン地域でのみ放送）
J1の各チームについては関東圏などの理由でローカル中継がないケースでもNHK総合での全国中継でフォローされている。

## DAZNによる中継
2017年以降のJリーグ中継についてはパフォーム・グループが提供するOTT (Over The Top) サービス「DAZN」により配信される。中継体制については2017年1月20日にJリーグとパフォーム・グループによる記者会見が行われ、詳細が明らかになった。なお、今回の契約ではパフォームは放映権のみを獲得し、これまでスカパー!（スカパーJSAT）が実施していた映像制作や著作権管理はJリーグ自身が行うことになった（2019年までは実業務を関連会社のJリーグデジタルが行っていた。2020年からは関連会社を統合した株式会社Jリーグが行っている）。解説・実況のマネジメントも同社が行なっており、基本的には2016年までのスカパー担当の実況・解説・リポーターが続投する形となっている。
J1・J2・J3のリーグ戦全試合（2017年シーズンで1043試合）をDAZNでライブ配信するほか、試合直前の金曜日に注目試合をピックアップするプレビュー番組、試合終了後の月曜日にレビュー番組を毎週各リーグ1番組ずつ制作することとしている。録画が出来ない代わりにオンデマンド方式の「見逃し配信」を行うが、DAZNの標準期間（30日）に対して、要望があれば90日や120日に延長すること、さらにはダウンロードによる映像の保存も検討していくという。放映形態をネット配信中心としたことについて、パフォームのジェームズ・ラシュトンCEOは「（日本では）ペイテレビへの加入者数よりも、（ネットに）接続された映像の方が視聴者が多い」「DAZNで配信することで、より視聴率が高くなることが実現できると思う」と述べる 一方で、「DAZNはテレビのプロダクトであると伝えたい。日本のテレビメーカーすべてと協力して、サービスを展開していく」とも述べており、テレビによる視聴方法の普及に努めるとしている。
放映形態以外の大きな変更点としては、カメラ配置と台数の見直しがある。スカパー!時代はJ1で6台のカメラをピッチ手前にフラットに配置していたが、これをスーパースロー撮影対応の「リバースカメラ」を含む9台のカメラ（J2は6台、J3は4台を基本とする）をピッチを囲むように配置することとしている。中継の映像制作体制はスカパー!時代とほぼ同様で、Jリーグから委託された各放送局・制作プロダクションが請け負っている。なお、J3の配信については、解説者・リポーターを置かない実況のみによる中継となっているほか、平畠啓史、井上マー（井上雅史）といったサッカーに造詣の深いタレントが実況を担当することもある。
今後はNTTグループとの協業「スマートスタジアム事業」を基に、スタジアムで観戦するサポーター向けのコンテンツ制作も計画しているほか、ストリーミングに必要なWi-Fi環境の整備などを深めていく方針としている。
2017年1月21日開幕のプレシーズンマッチ『2017JリーグDAZNニューイヤーカップ』および同年1月24日開幕の国際プレシーズンマッチ『2017Jリーグ アジアチャレンジ in タイ インターリーグカップ』を皮切りにDAZNによるJリーグ中継が行われる。なお、ルヴァンカップについてはDAZNからは配信されず、天皇杯も配信は行われていない。
なお、2023年にJリーグとの放映権契約を2033年度まで延長することを決めたが、2024年度以後、DAZNでのJリーグ中継の配信はJ1とJ2のみとし、J3はJリーグに放映権を帰属することを決め、DAZNではJ1・J2のよりプレミアムな視聴体験を提供しつつ、Jリーグのファン層拡大のため、J3をより多くの視聴者に届けるために施策を取り組む としたが、2024年1月、2024・2025年シーズンの2シーズンについてもDAZNにてJ3リーグも全試合配信することで締結したことを発表した。これに合わせて2024年1月23日にローンチされる予定の「DAZN Freemium」を通して、一部の試合・コンテンツについて無料配信を予定している。

### DAZNによる特別編成
DAZNによる特別編成の概要はシーズン開幕後の2017年3月30日に発表された。
Jリーグ・ゾーン→J.ZONE
DAZNが「NFLレッドゾーン(NFLレッドゾーンはDAZNでも配信されている)のような、中継を見ながらその他の試合のゴールシーンを閲覧可能にするコンテンツ」と予告していた 企画で、J1・J2のライブ配信が2試合以上ある時に配信され、チャンスシーンやゴールシーンなど、DAZNが試合映像から選んだ注目シーンをマルチ画面でライブザッピングで配信する。
スカパー!時代の「Jリーグマッチデーザップ」に類似する企画だが、1画面で最大3つのライブ配信を見ることができ、スタッツやSNS投稿内容を表示するサブ画面、各試合のスコアを表示するアンダーバーを用意するなど、配信に特化した内容となっている。
タイムシフト視聴は可能だが、ライブ配信終了後の見逃し配信は行われない。また、同時間帯の試合がJ3のみの場合も原則行われない。
開始当初は配信映像のライブザッピングのみ（音声はザッピングされた試合のものをそのまま放送）が行われていたが、10月21日配信分（J1第30節・J2第38節・J3第28節）からリニューアルされ、ハリー杉山・サッシャによるMCと解説者が加わることになった。
2018年シーズンからは名称を「J.ZONE」（ジェイゾーン）に改め、MC付きの番組は「J.ZONE PLUS」（ジェイゾーン・プラス）と称されるようになった。
2020年シーズン以降は実施されていなかったが、2024年シーズンの終盤戦 及び2025年シーズンの開幕節 に、限定的に復活している。
#DAZNピッチサイド
注目カードにSNS専門のスタッフを配置し、ピッチサイドの様子をリアルタイム配信する企画。DAZNによる配信ではなくDAZNのSNSアカウントから発信される。
2020年シーズン以降は実施されていない。
サンデー・Jプライム
スカパー!時代の「サタデーナイトマッチ」に相当する企画で、J1・J2の毎週日曜日17:00（夏期は18:30）キックオフの試合にて、スーパースローカメラやゴールネットカメラなど、通常より多い16台（J1の場合）のカメラを配置して中継体制を充実させるというもの。
2018年シーズンからJリーグ自体が「フライデーナイトJリーグ」として金曜日開催の注目試合を設定しており、現在はそちらにおいて同様に注力するようになっている。
Jリーグジャッジ リプレイ
当週に行われた試合の中で視聴者から疑問の声が上がった判定を検証、解説する企画。メインMCは桑原学。2022年シーズンまでの出演者はJFA審判委員会の代表（上川徹、レイモンド・オリバー、扇谷健司、廣嶋禎数など）、Jリーグ副理事長の原博実、「Jリーグウォッチャー」として平畠啓史が出演。2023年シーズンは元Jリーグ主審の家本政明と元選手等ゲスト2人による4人体制。Jリーグ（実業務は株式会社Jリーグ）が制作し、DAZNで先行配信される。2018年シーズンから不定期放送が開始され、2019年は毎週配信の番組（火曜日朝にDAZNで配信、金曜日にJリーグのYouTube公式チャンネルで配信）となった。
2023年シーズンをもって終了し、2024シーズンより新たな審判関連番組をスタートする事を発表。2024年3月26日より新番組「Ｊリーグ審判レポート」を開始。
Jリーグプレビューショー
毎週金曜日配信となる、週末のJ1全試合の注目ポイントを紹介する番組。元々はVTRとナレーションによる構成だったが、2021年8月6日配信分から佐藤寿人をホストに、原大悟をMCに起用したスタジオ収録番組にリニューアルした。
2023年シーズンをもって終了。

### トラブル
2017年2月25日のJ1リーグ開幕節ではC大阪 - 磐田（ヤンマー）及び大宮 - 川崎（NACK）の両カードにおいて、試合途中からライブストリーミング映像が流れなくなるトラブルが発生、さらにJ2リーグが開幕した翌26日には16時47分頃から愛媛 - 金沢（ニンスタ）の中継にて、バッファリング状態が続き視聴が不可能になり、同50分より中継開始予定でこの日唯一のJ1リーグ戦であったG大阪 - 甲府（吹田S）でも同様に視聴できなかった。また、J2リーグ戦の全試合の見逃し配信も、正常に配信されなかった。
DAZNは、不具合を発見した段階で、まだ試合中であったG大阪 - 甲府について、外部サイトとバレーボールのチャンネルにて代替放送を開始。またJリーグの公式YouTubeチャンネルでも、ライブ配信に不具合のあった2試合の中継と同内容の動画を無料配信した。
これらのトラブルについて、DAZNでは当初原因を「配信映像へ方式変換するプラットフォームにあるスケジューリングシステムの構築誤差」と予測し、非常に稀な事象で復旧に時間を要したと説明していたが、その後の調査で「オートスタート・ストップツール」と称する、試合開始から試合終了までの切り出し及びハーフタイムのトリミング等を自動で行うソフトウェアで、7試合分の処理を一斉動作させたことに伴うサーバエラーが原因であると発表、謝罪として月額課金の2週間分免除、またはdポイント500ポイントの進呈を行うとした。
優勝や残留争いなどが佳境に入っていた2019年11月30日のJ1リーグ第33節全9試合のライブ配信でトラブルが発生。その後、試合ごとに順次復旧したが、前半の中継がリアルタイムで視聴できない状態となった。なお、JリーグとDAZNでは無料で視聴可能な代替の配信サイトをTwitterや公式ホームページにて紹介するなどして対応した。

## スカパー!によるJリーグ中継

### 概要
Jリーグが開幕した1993年から1996年まではスポーツ・アイが全試合放送（各節原則として1試合生中継、1-2試合試合当日録画中継、他は翌日以後。なお一部の試合はサブライセンスとして、当日の生中継で朝日ニュースターやGAORA、チャネル・オー→スカイ・Aなどで放送した試合もある）した。
1997年から5年間、ジュピター・プログラミング（現ジュピターテレコム メディア事業部門）がCS放映権を獲得。1997年はCSN1ムービーチャンネル（現ムービープラス）の枠内で「CSN1 J-SPORTS」として各節1試合生中継した。他の試合に関してはGAORAやスカイ・Aなどで中継した。1998年からはJ-SPORTSで各節1試合生中継。同年9月にはディレクTVで「JリーグTV・イレブン」（のちに「サッカーTV・イレブン」にチャンネル名変更）が放送開始、全試合放送された。2000年、J-SPORTSとSKY sportsの経営統合により、J-SPORTSの中継はJ SKY SPORTS（現J SPORTS）に引き継がれた。また、ディレクTVのサービス終了に伴い、「サッカーTV・イレブン」で放送されていたJリーグ中継もシーズン開幕よりスカパー!に移行した。
2002年、放映権契約更新によりTBSテレビともオフィシャルテレビパートナー契約を結び、TBSニュースバード（2002 - 2004）、TBSチャンネル（2005 - 2016。2012年10月以後は「TBSch1」）でもJ1中継を開始した。2005年よりJ SPORTSでJ1全試合、J2各節2試合放送。2006年よりスカパー!でJ2全試合生中継を開始した。
スカパー!（スカイパーフェクト・コミュニケーションズ、現・スカパーJSAT）がJリーグ中継に本格参入することになったのは2006年のことであった。それまでフジテレビジョンから出向した小牧次郎（現・スカパーJSAT専務取締役）の肝いりでフランスワールドカップでの特番を経て日韓ワールドカップでジャパンコンソーシアムより上位の放映権を獲得して全試合を放送、その後もヨーロッパ各国のサッカーリーグの放映権を獲得したことで「スカパー!と言えばサッカー」という評価が定着したことを受け、Jリーグの放映権の獲得に乗り出す。Jリーグ中継の場合、放映権を持つ企業が映像制作まで手掛けなければならないことがネックとなったが、「地方テレビ局制作映像の放送」という手法（詳細後述）を導入。2006年シーズンにJ2全試合中継の実績を積んで、2007年シーズンにJリーグの優先放映権を獲得。映像制作権もスカパー!が保有し、Jリーグの試合映像の管理をしているJリーグメディアプロモーションにその映像を提供することになった。
2007年からのJリーグ中継では、スカパー!（現・スカパー!プレミアムサービス（標準画質））、e2 by スカパー!（現スカパー!）でJ1、J2全試合を生放送（e2は一部試合生放送）。J SPORTSとTBSテレビはスカパーからサブラインセンスを受ける形で放映権を保持し、J SPORTS 1では引き続きJ1全試合、J2各節2試合録画放送を行った。
2012年に放映権が更新され、新たにスカイ・A（朝日放送系）ともサブライセンスを結ぶ。「スカイ・A sports+」で、原則各節J1リーグから1試合（他、随時J2も）を生中継することになった。また、J2の「J1昇格プレーオフ」、J2とJ3(J2ライセンス所得チーム)が対象の「J2・J3入れ替え戦」の放映も決定している。2012年4月からはNOTTVでも、スカパー!からの映像配信を受けて、主にNOTTV 2で毎節J1は全試合（生中継最大5試合）、J2は注目試合が放送されている。
2014年度から発足した「明治安田生命J3リーグ」については、リーグ戦全試合をハイライト版で放送するほか、年間10試合程度、好カードを生放送した。2015年からは、スカパー!オンデマンドで配信される際には、各チームの情報コーナーである「○○(チーム名)lab(ラボ)」で流れるチームスポンサーのCMを除き、CMが放送されなくなった(スカイ・エーなどで放送される試合はそのまま放送される)。
| プラットフォーム名          | J1           | J2           | J3                                                    | Jリーグ杯                | 天皇杯                                         | 備考 |
| --------------------------- | ------------ | ------------ | ----------------------------------------------------- | ------------------------ | ---------------------------------------------- | --- |
| スカパー!                   | 全試合生中継 | 全試合中継   | 注目カード（年10試合程度）生中継 全試合ハイライト放送 | 全試合生中継（決勝除く） | 2・3回戦注目カード生中継 4回戦以後全試合生中継 | J1・J2はハイビジョンチャンネルのチャンネル数の関係で一部の試合は標準画質生中継となる。 J2の一部とJリーグ杯決勝はチャンネル数の関係で録画中継となる。 リピート放送を含めれば全試合ハイビジョンで視聴可能。 J1チャンピオンシップは全試合生放送                                    |
| スカパー!プレミアムサービス | 全試合生中継 | 全試合生中継 | 注目カード（年10試合程度）生中継 全試合ハイライト放送 | 全試合生中継（決勝除く） | 2・3回戦注目カード生中継 4回戦以後全試合生中継 | J2の一部試合はハイビジョンチャンネルのチャンネル数の関係で標準画質生中継となる。 リピートを含めれば全試合ハイビジョンで視聴可能 Jリーグ杯決勝はチャンネル数の関係で録画中継となる J1チャンピオンシップは全試合生放送 スカパー!プレミアムサービス標準画質放送は2014年5月末で終了 |
| スカパー!オンデマンド       | 全試合生中継 | 全試合生中継 | 注目カード（年10試合程度）生中継 全試合ハイライト放送 | 全試合生中継（決勝除く） | 配信なし                                       | Jリーグ杯決勝は録画中継となる 同サービスはスカパー!・スカパー!プレミアムサービスでJリーグ中継関係のパック商品購入者については無料で利用可能。非加入者であっても有料加入可能である。                                                                                             |

2017年以降の放映権については、Jリーグがイギリスのスポーツメディア企業・パフォーム・グループとの間で有料放送放映権について、10年間総額2,100億円強の大型契約を締結した。スカパーJSATは、パフォーム・グループとサブライセンス交渉を行ったが、交渉妥結に至らず（サブライセンスを受ける試合数について、パフォームとスカパー!の間で大きなギャップがあったためだという）、2016年シーズンをもって、Jリーグ中継を終了することが公式発表された。
ただし、天皇杯放映権は引き続き確保し、YBCルヴァンカップについては、放映権の契約を更新したフジテレビジョンから引き続きサブライセンスを受ける旨が発表され、スカパー!としては今後もJリーグ中継を目指す方針を継続する。スカパー!のJリーグリーグ戦中継からの撤退で、スカパー!JSATホールディングスは、2017年2月1日に発表した2016年12月末の契約者数で、同9月末から3か月で約3%が解約したとする統計が出ている。

### 生中継
生中継の放送時間は、基本的にキックオフ10分前からの2時間40分枠。試合終了後は選手・監督のインタビュー、およびフィラーで過去のゴール集などを放送する。チャンネルごとの放送体制は以下の通り。
スカチャン、BSスカパー!（スカパー!）
各節当たりJ1は3-5試合（2008年は4-7試合）程度、J2は2-4試合（2008年は4-7試合）程度生放送。
スカチャン（スカパー!プレミアムサービス）
各節当たりJ1は5-8試合程度（J SPORTS、TBSch1、スカイAで生放送される試合を除き全試合）、J2は全試合を生放送。
2010年現在、J1についてはスカチャンで生中継される試合は全試合スカチャンHDでハイビジョン生中継を行っている。また、2010年は18試合程度をスカチャン3Dで生中継する。このうち、スカチャン3Dで放送される試合は、3D対応スクリーンのある映画館で3Dパブリックビューイングを行う場合がある。
J SPORTS（スカパー!、スカパー!プレミアムサービス）
J1を各節につき1試合生放送(原則J SPORTS 3だが2試合同時中継などではJ SPORTS 4でも行う。J SPORTS 4はスカパー!のJリーグ系パックに含まれていないが、Jリーグ系パック契約者は視聴可能)。リピート放送に関しては後述。J2は2014年度から放送を廃止した。
TBSチャンネル（スカパー!、スカパー!プレミアムサービス）
J1を各節あたり1-2試合生放送。
2011年まではTBSチャンネルでの放送分も、大部分の試合はTBSテレビ（地上波）およびBS-TBS（BSデジタル）とのサイマル放送だった。
2012年10月から2チャンネル化したが、Jリーグ中継はTBSチャンネルから名称を変更した「TBSch1」で引き続き放送される（2014年10月からスポーツ中継は原則ch2での放送となったが、Jリーグ中継は編成の都合上当面引き続きch1での放送を継続する。これはTBSチャンネル2で、プロ野球の横浜DeNAベイスターズ主管全試合を放送する都合があるため。2015年には5月6日の第1S・10節の試合が、ch1・2ともプロ野球中継の都合で生放送ができず、後日の録画放送となった）。
スカイA（スカパー!、スカパー!プレミアムサービス）
2012年よりJ1を1試合程度生中継。J2も随時放映（スカイAはスカパー!のJ2のみ対象のパックに含まれていないため、J2の生中継は無料放送になる。また、2014年以降はスカチャン以外でJ2リーグが放送される唯一のチャンネルとなっている。）。
スカパー!e2（現:スカパー!）でのJ1全試合生中継は2007年10月から。スカチャンのチャンネル数の少ないスカパー!では、通常放送するチャンネルだけではJ1全試合の生中継ができないため（特に夏季は殆どが18時以後のナイターで行われるのと、終盤の数節 も同時刻開催で行われる関係もあり）、J SPORTSの1以外のチャンネルやスカパー!プロモ、FIGHTING TV サムライ（2008年まで）やフジテレビONE・TWO（2011年7月数試合）、テレ朝チャンネル（2012年8月25日　現テレ朝ch1）、FOXスポーツ&エンターテイメント（2016年一部）といったスポーツ系チャンネルなどで生中継を行う場合がある。この場合、該当する試合中継は無料放送となるため、Jリーグ関係のパックと契約していなくても視聴できる。

### BSスカパー!による特別編成
Jリーグマッチデーザップ
2014年10月5日からスタートした番組で、J1／J2リーグ戦のうち、同時開催中の全試合（主に12:30以降16:00キックオフまでの午後の試合）をザッピングしながら紹介する生放送番組。BSスカパーで放送。
2014年度は当該の全節について完全無料放送が行われ、スカパー!非加入者も視聴可能だったが、2015年度は不定期（おおむね月2回程度）のチャンネル等契約者無料放送となり、スカパー!への加入（サッカー系セット等への加入に限定せず）が視聴条件となった一方で、再放送が行われるようになった。
実況音声はスカパー!中継のもの（TBSチャンネル放送分を含む）をそのまま使用すると共に、スタジオ（Jリーグマッチデーハイライトと同じセット）から男女MC・スカパー解説者1名の3名で進行する。MC担当は日替わり。
- MC担当：平畠啓史、野村明弘、中村義昭、佐々木もよこ、橘ゆりか、桃瀬美咲、他

サタデーナイトマッチ
2015年シーズンから始まった、BSスカパーによる生中継企画。スカパー!加入者（サッカー系セット等への加入に限定せず）は無料で視聴できる。
J1リーグの土曜日18:30キックオフの試合を「プレミアムな1試合」と位置づけて、放送開始を通常より20分繰り上げて18:00（試合開始30分前）放送スタートとし、解説者2名体制やプレビュー企画を挿入するなど通常の中継編成よりも内容を充実させたもの。番組の性質上、毎節放送されるわけではない。オープニング・エンディング・テーマ曲ともに通常の中継と違うものが使用されるほか、試合で最も活躍した選手にマン・オブ・ザ・マッチ賞としてスカパー!から10万円が進呈される。
2016年シーズンは鈴木健がカードに関係なく進行役 (MC) として出演している。また、土曜日開催のJ2リーグ戦を取り上げる週もある。

### リピート放送
リピート放送（再放送・録画中継）はスカチャンではJ1、J2（e2では初回放送となる場合あり）の全ての試合、放送する。また、TBSチャンネルでは2008年まで生中継した試合を次の週の週末早朝に再放送していた。
- スカチャンでは、J SPORTSで生中継された試合もそのままリピート放送する。ただし、リピート放送回数がスカパー!制作の試合と比べて少なくなる。

なお、J SPORTSでは2014年度まではJ1の全試合（翌日未明に録画放送される試合も1試合程度ある）、さらに2013年度までJ2から各節2-3試合程度を選んで、J SPORTS 3(2005年から2012年まではJ SPORTS 1)で再放送していたが、J2の放送は2013年を最後に廃止、J1についても全試合放送は2014年で最後となり、2015年からはJ1の生中継放送カードのみのリピート放送となった。
- J SPORTSにおける録画中継では2時間15分（実際はCMなどの関係で2時間10分前後。2011年までは2時間枠）にまとめて放送するため、ハーフタイム、あるいはエンディング部分の試合回顧など生放送された部分の一部は割愛され、ヒーローインタビュー終了後（引き分けの場合行わないため、試合終了後）共通エンディングが放送される。スカチャンとスカイ・エーで生放送されたものは実質局を変えての同じ内容の再放送である（但し、J SPORTS、TBSテレビ=TBSch1制作のものは除く。TBSch1で初回放送された試合の映像はTBSテレビから提供してもらうが、実況はカラ出張実況の形でJ SPORTS側で差し替える）。
  - このうち、土曜日に開催された試合のうちの2-3試合をセレクトして、日曜日の午前中に「サンデーハットトリック」と題してJ SPORTS3で集中録画中継する試合もあった。

### 番組フォーマット
スカパー!（J SPORTS、TBSチャンネル、スカイ・エーを含む）制作の放送では、以下のような共通フォーマットを用いている。
- 番組内での試合の時間掲示は、公式記録に準じて90分通しで表示（後半は45分0秒からカウント）している。得点表示が前後半とも常にホームチームが左、アウェーチームが右で、チーム名の横にホームはH、アウェーはAの文字をその試合で着用しているユニフォームの色の四角で囲んだマークを表示している。また、2009年より得点表示の下にシュート数が表示されるようになった（J SPORTS・TBS制作では2012年より。番組制作側がリアルタイムで集計するため公式記録とは異なる場合がある）。2015年は開幕当初は、総シュート数から枠内シュート数の表示に変わったが、途中から従来の総シュート数に戻された。なお、枠内シュート数は中継中に適宜表示されている。
- 従前よりロスタイムを「アディショナルタイム」と表現している（実況者によっては「追加タイム」という場合がある）[注 4]。
- 2010年からスカチャン向けのJ1リーグ中継の放送においては、ステレオ2方式による二重音声放送を開始している。主音声では従来どおりのアナウンサーらによる試合解説を送り、副音声ではスタジアムの現場音声（自然音）のみを放送するサービスである[注 5]。但し、一部ケーブルテレビ局では実施していない場合がある。
- J1の試合では、試合後に当日の解説者が両チームの監督にインタビューを行う。J2の試合では、ヒーローインタビューと同時に勝利監督のインタビュー（一部チームのみ）のみ行う。J SPORTS制作試合では2011年まで監督インタビューを行わなかった。2012年より行うようになったが、解説者ではなくアナウンサーがインタビューを行う。
- ハーフタイムに「○○〔ここにホームチームのクラブ名が入る〕lab.〔ラボ〕（2013年まではホームクラブ応援コーナー）」がある。内容はクラブによってさまざまで、選手インタビューや、クラブのスタッフ、あるいはマッチスポンサーとなる企業・団体・自治体の関係者を当該ホームチームのサポータースタンドの前（会場によってはベンチ脇）に迎えてのインタビュー、その前後にクラブスポンサーのCMが30秒ずつ流れる（J SPORTS3・4における、同チャンネル制作の番組では応援コーナーは行わず、フィラーの前節ハイライト集を送っている）。

なお、TBSチャンネルではBS-TBS・地上波との共同放送を行う関係で2011年まではTBS側で独自の字幕を使用していたが、2012年からは上掲スカパー共通字幕を利用するほか、ホームクラブ応援コーナーも設けられるなど、TBS制作の番組でもスカパーの統一フォーマットをそのまま生かすことになった。また、2012年から開始するスカイ・エーについても、スカチャン・J SPORTSと同じ要領でJリーグから委託を受けた各放送局や映像制作会社の制作したものを使うため、必ずしも朝日放送やANN系列の放送局が担当するとは限らない（たまたま該当試合が朝日放送およびANNが担当するクラブの中継ということで、スカイ・エーで放送があるから担当するということではない）。

### 出演者
基本的に、解説者、実況アナウンサー、ベンチサイドレポーター（両チームとも担当）それぞれ1名ずつ配置する。一部の試合では解説者やベンチレポーター（両チームにレポーターを1名ずつ配置、あるいは放送席解説1名とは別に、ピッチサイドから戦術面を分析する解説者と、それ以外の選手情報を伝えるレポーター1名ずつ）を2名にする場合もある。J SPORTS 3・4で生中継される試合はリポーターなしで進行する。ただし、ヒーローインタビューのための人員（通常ベンチサイドレポーターが兼務する）は配置している。

### 制作協力会社
前述の通りスカパー!がスポーツ中継の番組制作ノウハウを所有していなかった関係で、スカパー!のJリーグ中継では当該試合の主催クラブごとにクラブのホームタウンを放送対象地域にするテレビ局または外部の映像制作会社に番組制作を委託し、これを放送している。番組の著作権はスカパーJSATが所有しており、放送上のクレジットは「制作・著作：スカパー!、制作協力：○○」とクレジットされる。生中継とスカイ・エーの放送する録画中継の一部では試合終了後に制作協力会社の一覧をロール字幕（2012年まで縦スクロール→2013年は横スクロール、五十音順）で表記する。この手法は日本テレビ放送網からスカパー!に転じた田中晃（現・WOWOW代表取締役社長）のアイディアによるもので、日本テレビが手がけている箱根駅伝中継の中継体制に倣ったものであるという。
以下は、スカパー!向け試合中継映像を制作していたテレビ局および映像制作会社の一覧。社名の後ろに「*」がついたものは、実況アナウンサーを派遣するテレビ局および関連するテレビ局から実況アナウンサーが派遣される映像制作会社（それ以外は中継スタッフのみ派遣し、実況はフリーアナウンサーが担当。また、局アナの派遣も全試合とは限らない）。
なお、制作協力会社によっては中継技術等を他の会社に委託していることもあるが、その場合クレジットするかどうかは制作協力会社によって異なっていた（表示している例として札幌戦における札幌映像プロダクション（札幌テレビ子会社）など。大宮戦における千代田ビデオなどのように、技術スタッフの所属クレジットのみ載せる場合もある）。
なお、Jリーグカップや天皇杯のスカパー!向け中継では、リーグ戦と一部試合で制作会社が異なる場合がある。また、試合中止時の代替開催時に会場変更となった場合は通常と異なる中継体制が取られることがあった。
以下の表はスカパー!が担当していた2016年度までの状況であり、2017年以降（DAZN担当後）の状況を反映していないことに留意のこと。
| クラブ名  | 制作協力会社                                                           | 委託年度                                 |
| --------- | ---------------------------------------------------------------------- | ---------------------------------------- |
| 札幌      | 札幌テレビ放送*                                                        | 2007 -                                   |
| 秋田      |                                                                        | [ 注 7 ]                                 |
| 盛岡      | テレビ岩手*                                                            | 2016                                     |
| 仙台      | 東北放送*                                                              | 2007 -                                   |
| 山形      | 仙台放送 山形テレビ*                                                   | 2007 2008 -                              |
| 福島      |                                                                        | [ 注 10 ]                                |
| 鹿島      | NHKグローバルメディアサービス 鹿島アントラーズ                         | 2007 - 2009 2010 -                       |
| 水戸      | 共同テレビジョン                                                       | 2007 -                                   |
| 栃木      | とちぎテレビ*                                                          | 2009 -                                   |
| 群馬      | 群馬テレビ*                                                            | 2007 -                                   |
| 浦和      | フジ・メディア・テクノロジー                                           | 2007 -                                   |
| 大宮      | エム・ティ・プランニング テレ玉                                        | 2007 - 2011、2015 2012 - 2014、2016      |
| 千葉      | エキスプレススポーツ チバテレ                                          | 2007 - 2015 2016                         |
| 柏        | 共同テレビジョン                                                       | 2007 -                                   |
| FC東京    | フジ・メディア・テクノロジー                                           | 2007 -                                   |
| 東京V     | 日本テレビ*／AX-ON                                                     | 2007 - 2009 2010 -                       |
| 町田      | エム・ティ・プランニング フジ・メディア・テクノロジー                  | 2012、2014、2016 2015                    |
| 川崎      | コスモ・スペース tvk エキスプレススポーツ テレビ朝日*                  | 2007 - 2008 2009 2010 2011 -             |
| 横浜FM    | 東通 日本テレビ*・AX-ON・NITRO                                         | 2007 - 2009 2010 -                       |
| 横浜FC    | エキスプレススポーツ エム・ティ・プランニング                          | 2007 - 2012 2013 -                       |
| YS横浜    |                                                                        | [ 注 7 ]                                 |
| 相模原    | エキスプレススポーツ フジ・メディア・テクノロジー エキスプレススポーツ | 2014 2015 2016                           |
| 湘南      | ヴィステックエンタテインメント エキスプレススポーツ                    | 2007 - 2010 2011 -                       |
| 甲府      | 山梨放送*                                                              | 2007 -                                   |
| 新潟      | 東通 テレビ新潟放送網*                                                 | 2007 2008 -                              |
| 長野      | テレビ信州*                                                            | 2014 -                                   |
| 松本      | 信越放送*                                                              | 2012 -                                   |
| 富山      | 富山テレビ放送                                                         | 2009 -                                   |
| 金沢      | 北陸放送                                                               | 2014 -                                   |
| 清水      | 富士テレネット*                                                        | 2007 -                                   |
| 藤枝      | 富士テレネット                                                         | 2014 -                                   |
| 磐田      | 静岡放送*                                                              | 2007 -                                   |
| 名古屋    | エキスプレススポーツ 中京テレビ放送*                                   | 2007 2008 -                              |
| 岐阜      | ぎふチャン*／メーテレ*                                                 | 2008 - / 2008 -                          |
| 京都      | エキスプレススポーツ KBS京都* ytv Nextry*                              | 2007 2008 - 2012 2013 -                  |
| G大阪     | エキスプレススポーツ 朝日放送* 毎日放送*                               | 2007 - 2009 2010 - 2014 -                |
| G大阪U-23 | エキスプレススポーツ                                                   | 2016                                     |
| C大阪     | 映像企画* 関西テレビ*                                                  | 2007 - 2010 2011 -                       |
| C大阪U-23 | 関西テレビ*                                                            | 2016                                     |
| 神戸      | 放送映画製作所                                                         | 2007 -                                   |
| 鳥取      | 日本海テレビ*                                                          | 2011 -                                   |
| 岡山      | 山陽放送*                                                              | 2009 -                                   |
| 広島      | tssプロダクション                                                      | 2007 -                                   |
| 山口      | 山口放送*                                                              | 2015 -                                   |
| 徳島      | クロステレビ四国 四国放送*                                             | 2007 - 2009 2010 -                       |
| 讃岐      | 山陽放送* 西日本放送*                                                  | 2013 2014 -                              |
| 愛媛      | テレビ愛媛*                                                            | 2007 -                                   |
| 北九州    | RKB毎日放送*                                                           | 2010 -                                   |
| 福岡      | VSQ* 福岡放送*                                                         | 2007 - 2014 2015 -                       |
| 鳥栖      | STSプロジェクト 福岡放送* VSQ*                                         | 2007 - 2010 2011 - 2014 2015 -           |
| 長崎      | 長崎国際テレビ*                                                        | 2013 -                                   |
| 熊本      | 熊本放送*                                                              | 2007 -                                   |
| 大分      | TOSエンタープライズ* 大分朝日放送 テレビ大分* 大分放送* VSQ            | 2007 - 2009 2010 2011 - 2013 2014 - 2016 |
| 鹿児島    | 鹿児島讀賣テレビ                                                       | 2016                                     |
| 琉球      | tssプロダクション 放送映画製作所                                       | 2014 2016                                |

なお、J SPORTS（J1生中継のみ）とTBSチャンネルでの中継は制作会社が異なる（左記2つのチャンネル以外で生中継、および中継録画をする場合はスカパー!向け制作となる）。J SPORTSでの放送ではフリーアナウンサー、TBSチャンネルはTBSテレビとJNN各系列局アナウンサーが実況を担当する。J SPORTSの場合、中継車などを有していないため、外部の映像制作会社に委託しているが、クレジットされていないため委託先は不明。
局アナウンサーの都合がつかなかった場合や、大きな試合の場合、在京フリーアナウンサーが出向するケースもある。

### テーマ曲
Jリーグのリーグ戦中継ではディビジョンに関係なく共通のテーマ曲が採用されており、番組のエンディングや「Jリーグマッチデーハイライト」「J3リーグハイライト」に使用される。2013年以降の採用状況は以下の通り。
- 2013年：HOMETOWN / 逗子三兄弟（1stアルバム「逗子三兄弟」収録）
- 2014年：What are u waiting for? / FUZZY CONTROL（6thアルバム「ROCKS」収録）
- 2015年：MY HOME TOWN / flumpool（コンセプトディスク「FOUR ROOMS」収録）
- 2016年：Back To The Future / Da-iCE（2ndアルバム「EVERY SEASON」収録）

### Jリーグカップのフォーマット
JリーグYBCルヴァンカップ（旧・ヤマザキナビスコカップ）は基本的にフジテレビジョンが制作著作権をもっており、スカパー!でも決勝以外の全試合中継を行うものの、通常のリーグ戦中継と放送体制が異なる。
具体的には、フジテレビのCS放送であるフジテレビワンツーネクストで生中継を行うか否かで異なる。
フジテレビワンツーネクストが生中継する試合
フジテレビ（及びFNSの各系列局）が制作する映像をスカパー!が受けて放送する形となり、テロップのフォーマットもフジテレビ系地上波のサッカー中継に準じたフォーマットとなる。実況アナウンサーもフジテレビ及びFNS系列局が担当するため、通常のスカパー中継と異なる組み合わせも生じる。
なお、フジテレビワンツーネクストはスカパー!のサッカー系視聴パックには含まれず、スカチャンの並行放送または時差放送でフォローされる形となる。
フジテレビワンツーネクストが生中継しない（スカチャンで生中継する）試合
スカパー!のリーグ戦中継と同じフォーマットを使い、スカパー!Jリーグ中継と同様の制作会社・テレビ局が担当する。ただしFNS系列局以外の地上波局がスカパー!の制作協力に携わっている場合を中心に、エキスプレススポーツなどが代わりに制作協力を担当する場合がある。
2011年以前はFNS系列局で中継（生中継・録画問わず）がある場合はその映像を使用する場合もあり、その場合は地元FNS系列局のアナウンサーが実況した。

## ラジオ中継
ラジオにおけるJリーグ中継は民放に於いては創設時以来ニッポン放送が一貫して放送を続けており、現在はJリーグ RADIOのタイトルで、プロ野球のナイトゲームの開催が一切ない日の夜開催試合を中心に放送を行っている。一部のNRN系の局（静岡放送・東海ラジオ・朝日放送ラジオ・中国放送他。但し朝日放送ラジオは現在中継は実施せず、関連番組のみを放送）にネットされることもあるが、全国ネットとならないことの方が多い（プロ野球中継枠での放送時、NRN向けには別途雨傘番組を裏送りする）。このほかNHKでも注目カードを中心にラジオ第一放送で不定期に放送されている（ほとんどが全国中継）。
なお、ニッポン放送とともにNRNのキー局である文化放送はこれまでJリーグ中継を行っていなかったが、2012年10月6日にJ1第28節浦和レッズ対コンサドーレ札幌を中継した。その後も数年に一度程度ではあるが、中継している。
ローカル中継では、NACK5、FMぐんま、FM PORT（新潟）、エフエム山口等の県域FM放送、前述のNRN各局の他山陽放送、山梨放送、JRN単独加盟のRKB毎日放送などの県域AM放送、三角山放送局（札幌市）、ラジオ3（仙台）、エフエムかしま、REDS WAVE、調布FM、かわさきFM、S-Wave（静岡市、清水戦）、FM Haro（浜松市、磐田戦）、RADIO LOVEAT（豊田市、名古屋戦）などホームタウンでのコミュニティ放送での中継が行われることがある。ほとんどがホーム戦中継であるが、三角山放送局はアウェイ戦に絞って中継している。
なお、近畿地方では中波・コミュニティーFMともJリーグ中継を実施する放送局はほとんどなく（前述のとおりごく初期に朝日放送で中継はしていたが、現在は関連番組のみ）、定期的に行っているのはKBS京都における京都サンガ主管の土曜・日曜デイマッチ程度である。
radikoでの配信状況としては、基本サービスではほぼ全ての番組で配信されているが、radikoプレミアム（エリアフリー）およびタイムフリーでは配信されている番組と配信されていない番組で大きく分かれる。主催チームの放映権の都合上によるもの。一例として、『Jリーグ RADIO』は、ニッポン放送およびネット局は、エリアフリーおよびタイムフリーでの配信も実施されている。